# Senoble
Senoble is een Frans familiebedrijf in de zuivelsector. Het bedrijf maakt luxe desserts onder het merk 'Senoble'. Bij de oprichting was Senoble een van de eerste bedrijven in Frankrijk gespecialiseerd in het maken van desserts, tegenwoordig zijn er ruim 2000 werknemers werkzaam bij Senoble. De melk die wordt gebruikt voor de productie van de verschillende desserts is afkomstig uit het noorden van Frankrijk.
Het bedrijf Senoble heeft zich gevestigd in 7 plaatsen:
- Jouy, regio Bourgogne-Franche-Comté (Frankrijk);
- Gruchet-le-Valasse, regio Normandië (Frankrijk);
- Château Salins, regio Grand Est (Frankrijk);
- Lorris, regio Centre-Val de Loire (Frankrijk);
- Aytré, regio Nouvelle-Aquitaine (Frankrijk);
- Noblejas, provincie Toledo (Spanje).

De belangrijkste afzetmarkten zijn Frankrijk en Spanje, deze twee landen zijn samen voor 69% verantwoordelijk voor de totale afzet.
De desserts van het merk Senoble worden (in Frankrijk) verkocht onder de volgende namen:
- 'Moelleux au chocolat'
- 'Ile Flottante'
- 'Petits Pots de Crème en Neige'
- 'Fondant aux Marrons'
- 'Gamme Tarte Chocolat'
- 'Gamme Tarte Citron'
- 'La faiselle'